# Кукуихаэле
Кукуихаэле (гав. Kukuihaele) — статистически обособленная местность в округе Гавайи (штат Гавайи, США).
В поселении имеются посадки хинного дерева, из которого производится хинин. Первое хинное дерево здесь было посажено шотландским ботаником Дэвидом Мак-Хатти Форбсом (David McHattie Forbes) в начале 1900-х.

## География
Согласно Бюро переписи населения США статистически обособленная местность Кукуихаэле имеет общую площадь 5,2 квадратных километров, из которых 4,4 км2 относится к суше и 0,8 км2 или 16 % — к водным ресурсам.

## Демография
По данным переписи населения за 2000 год в Кукуихаэле проживало 317 человек, насчитывалось 106 домашних хозяйств, 76 семей и 124 жилых дома. Средняя плотность населения составляла около 72,5 человек на один квадратный километр.
Расовый состав Кукуихаэле по данным переписи распределился следующим образом: 22,4 % белых, 1,26 % — коренных американцев, 25,55 % — азиатов, 16,4 % — коренных жителей тихоокеанских островов, 34,38 % — представителей смешанных рас. Испаноговорящие составили 11,99 % населения.
Из 106 домашних хозяйств в 31,1 % — воспитывали детей в возрасте до 18 лет, 52,8 % представляли собой совместно проживающие супружеские пары, в 13,2 % семей женщины проживали без мужей, 27,4 % не имели семьи. 22,6 % от общего числа семей на момент переписи жили самостоятельно, при этом 16 % составили одинокие пожилые люди в возрасте 65 лет и старше. В среднем домашнее хозяйство ведут 2,99 человек, а средний размер семьи — 3,49 человек.
Население Кукуихаэле по возрастному диапазону (данные переписи 2000 года) распределилось следующим образом: 24,6 % — жители младше 18 лет, 10,1 % — между 18 и 24 годами, 24,3 % — от 25 до 44 лет, 23 % — от 45 до 64 лет и 18 % — в возрасте 65 лет и старше. Средний возраст жителей составил 40 лет. На каждые 100 женщин приходилось 101,9 мужчин, при этом на каждые сто женщин 18 лет и старше приходилось 102,5 мужчин также старше 18 лет.

## Экономика
Средний доход на одно домашнее хозяйство Кукуихаэле составил 38 750 долларов США, а средний доход на одну семью — 40 833 доллара. При этом мужчины имели средний доход в 28 750 долларов в год против 22 353 долларов среднегодового дохода у женщин. 14,9 % от всего числа семей в местности и 11 % от всей численности населения находилось на момент переписи за чертой бедности, при этом 23,6 % из них были моложе 18 лет и 20,8 % — в возрасте 64 лет и старше.